# Fuita de temps
"Fuita de temps" (títol original en anglès "Timescape") és el 25è i penúltim episodi de la sisena temporada de la sèrie de televisió de ciència-ficció estatunidenca Star Trek: La nova generació, i el 151è de tota la sèrie. Es va emetre originalment el 14 de juny de 1993 en redifusió als Estats Units. Va ser dirigit per Adam Nimoy en base a un guió deBrannon Braga.
Ambientada al segle XXIV, la sèrie segueix les aventures de la tripulació de la nau de la Flota Estel·lar de la Federació Enterprise-D sota el comandament del capità Jean-Luc Picard. En aquest episodi, el capità Picard, la consellera Troi, l'enginyer en cap La Forge i el tinent comandant Data han de salvar l'Enterprise, que troben congelada en una explosió de temps, rebent foc d'armes d'una au de guerra romulà també congelat.
Aquest episodi presenta un runabout de classe Danube, que és més gran que una llançadora mitjana de la Flota Estel·lar, però no tan gran com les naus estel·lars més grans. També inclou imatges amb efectes especials d'una au de guerra romulà, que va aparèixer al llarg de "Star Trek: La nova generació".

## Argument
El capità Picard, la consellera Troi, el cap enginyer La Forge, i el tinent comandant Data es troben en un runabout, tornant a l' Enterprise després d'una conferència. A mesura que s'acosten a la nau, troben bosses d'interrupcions temporals que tenen efectes molt peculiars i podrien ser letals si les travessen. Modifiquen els seus sensors per evitar-les i troben l' Enterprise i una au de guerra romulà congelats en el temps. L'au de guerra ha disparat un disruptor a l' Enterprise, que havia iniciat una transferència d'energia a l'au de guerra.
Data i La Forge modifiquen un conjunt de braçalets de transport d'emergència per anul·lar els efectes temporals, i Picard, Data i Troi es transporten a bord de l' Enterprise per investigar. La tripulació ha estat transportant romulans a bord des de l'au de guerra, un dels quals ha disparat a la Dra. Crusher amb el seu disruptor. El motor de curvatura de l'Enterprise ha patit una esquerda de  curvatura que, en circumstàncies normals, consumiria la nau en segons. Picard pateix "narcosi temporal" per estar a prop de la bretxa del nucli, cosa que els obliga a tornar al runabout, i La Forge pren el lloc de Picard. A l’au de guerra, troben la tripulació intentant evacuar la nau amb l'ajuda de lEnterprise; el seu reactor principal, que utilitza una singularitat quàntica artificial, està patint una sobrecàrrega. Investigant el motor de prop, troben que la singularitat sembla estranya i descolorida. Quan Data l'escaneja amb un tricorder, el temps avança breument a la nau (provocant una explosió catastròfica del nucli), però després torna al seu punt original (restaurant naus i tripulacions). La Forge detecta un romulà que no era al mateix lloc que abans; el romulà el toca de sobte, electrocutant-los a tots dos. La descàrrega és gairebé letal per a La Forge, i desconnecten l'escut per congelar-lo en el temps, amb l'esperança de poder curar-lo més tard, mentre porten el romulà de tornada al runabout.
Allà, descobreixen que el romulà és en realitat una criatura de l'espai transdimensional. Admet que ell i un company intentaven recuperar la singularitat dels romulans: les seves cries van ser col·locades accidentalment allà per incubar-les en lloc de fer-ho en una singularitat natural com un forat negre. En el procés d'intentar eliminar la singularitat, havien creat una sobrecàrrega d'energia i l'au de guerra va enviar una vrida de socors a l'"Enterprise". La criatura aviat s'esvaeix, tornant al seu propi espai transdimensional.
Picard, Troi i Data tornen a l'"Enterprise". Data prepara un tricorder controlat a distància apuntant al nucli del motor romulà per invertir el temps uns segons i així poder realitzar accions per prevenir els desastres imminents. Després que s'eviti la bretxa del nucli de curvatura a Enginyeria, Data està a punt d'aturar la transferència d'energia, però és atacat pel company de la criatura transdimensional. Recupera la consciència poc després, però ha de posar un camp de força al voltant del nucli de curvatura per evitar que es torni a trencar.
Picard apareix de sobte al pont "Enterprise" a prop de Riker. La tripulació queda sorpresa, però Picard els ordena que continuïn evacuant la nau romulana, inclòs La Forge, i que interrompin la transferència d'energia. A la infermeria, Troi aconsegueix apartar la Dra. Crusher del camí de l'explosió del disruptor romulà; el romulà afirma que estava disparant a una criatura transdimensional que s'havia disfressat de romulà i que no havia tingut la intenció de fer mal a Crusher. Tanmateix, l'au de guerra continua en estat crític i la transferència d'energia de l'"Enterprise" no es pot aturar. Picard impulsa remotament el runabout cap al camí del feix de transferència d'energia, interrompent-lo i permetent que l'"Enterprise" s'allunyi, després de recuperar-se amb seguretat la tripulació de l'au de guerra. Just quan els motors de l'au de guerra es tornen crítics, la nau desapareix, juntament amb les anomalies temporals restants. Mentre la tripulació de l'"Enterprise" repara la nau, Picard promet retornar els romulans sans i estalvis al seu món natal. Al final, Data intenta examinar la percepció humana del temps.

## Repartiment i doblatge al català
La sèrie va ser doblada al català pels estudis Tramontana (primera part) i Soundtrack (segona part) i emesa a TV3 l’any 1991. Els dobladors de l'episodi foren:
| Personatge      | Actor/actriu      | Veu en català      |
| --------------- | ----------------- | ------------------ |
| Jean-Luc Picard | Patrick Stewart   | Joan Crosas        |
| William Riker   | Jonathan Frakes   | Antoni Forteza     |
| Data            | Brent Spiner      | Joaquim Sota       |
| Geordi La Forge | LeVar Burton      | Aleix Estadella    |
| Worf            | Michael Dorn      | Enric Arquimbau    |
| Beverly Crusher | Gates McFadden    | Aurora Garcia      |
| Deanna Troi     | Marina Sirtis     | Alicia Laorden     |
| Romulana        | Patricia Tallman  | Maria Josep Guasch |
| Romulà          | John DeMita       | Francesc Figuerola |
| Alienígena      | Michael Bofshever | Jordi Vilaseva     |

## Producció
La història es remunta a una frase feta per Mark Gehred-O'Connell, que va suggerir un episodi sobre un vaixell atrapat en el temps com en ambre. Brannon Braga va adoptar amb entusiasme aquesta idea i la va aplicar a l'Enterprise, que Gehred-O'Connell ni tan sols havia considerat. Braga es va proposar superar l'episodi Causa i efecte que havia escrit, i que també tracta sobre viatges en el temps.
El disseny fictici de la gran nau espacial del transbordador, conegut com el runabout de la classe Danube, va ser creat principalment per Herman Zimmerman, Rick Sternbach i Jim Martin a la dècada de 1990 per a "Star Trek: Deep Space Nine" i utilitzat al llarg de la franquícia, incloent-hi llibres, còmics i jocs.
El decorat dels allotjaments de popa del runabout es va construir per a aquest episodi de La nova generació, que s'emetia simultàniament amb la primera temporada de DS9. El decorat va ser dissenyat per Richard James i finançat amb el pressupost de La nova generació per tal d'alleugerir les finances de DS9. El disseny i la fabricació del decorat de popa s'havien de completar en nou dies. Aquesta va ser l'única aparició televisiva de la classe Danube fora de DS9 durant aquest període, i tot i que el decorat estava pensat per ser utilitzat a DS9, mai es va tornar a utilitzar per representar l'interior d'una nau espacial.
Les altres naus espacials es van desenvolupar anteriorment. Andrew Probert va dissenyar l’au de guerra romulana per a la primera temporada de La nova generació i també va dissenyar els exteriors de molts altres vehicles espacials vistos durant el primer any de la sèrie, inclòs l'Enterprise D.

## Recepció
Keith DeCandido el va qualificar a "tor.com" el 2012 com un episodi lleugerament superior a la mitjana de "Star Trek: La nova generació" que és molt divertit. Tanmateix, va trobar que algunes de les situacions desconcertants que es troben a l'"Enterprise" congelades en el temps no es resolen satisfactòriament.
El 2017, Medium va qualificar aquest com el 12è millor episodi de viatges en el temps de Star Trek, i va destacar una escena inicial que inclou un bol de fruita que es descompon a gran velocitat. També el 2017, Popular Mechanics va dir que "Fuita de temps" era un dels deu episodis més divertits de Star Trek: La nova generació, assenyalant com han d'explorar dues naus espacials aparentment enfrontades a la batalla però congelades en el temps.
El 2017, Business Insider va classificar "Fuita de temps" com un dels episodis més infravalorats de la franquícia Star Trek en aquell moment.
L'au de guerra romulana, conegut a l'univers com la classe D'deridex, va aparèixer a la sèrie entre 1987 i 1994; el 2017, Space.com la va classificar com la novena nau espacial més gran de la franquícia Star Trek.
El 2020, GameSpot va assenyalar aquest episodi com un dels moments més estranys de la sèrie, quan Picard fa una cara somrient a la bretxa del nucli de c urvatura, i ho va qualificar de "moment divertit però inquietant".

## Llançaments
L'episodi es va publicar com a part de la caixa de la sisena temporada de "Star Trek: La nova generació" DVD als Estats Units el 3 de desembre de 2002. Una versió remasteritzada en HD es va publicar en disc òptic Blu-ray el 24 de juny de 2014.
"Fuita de temps" i "Atac, Part I" es van publicar en un LaserDisc el 17 de novembre de 1998 als EUA.